# Gouania humbertii
Gouania humbertii là một loài thực vật có hoa trong họ Táo. Loài này được H.Perrier mô tả khoa học đầu tiên năm 1943.